# Haluze nocí Svatojánských
Haluze nocí Svatojánských (v anglickém originále A Midsummer's Nice Dream) je 16. díl 22. řady (celkem 480.) amerického animovaného seriálu Simpsonovi. Scénář napsali Deb Lacustová a Dan Castellaneta a díl režíroval Steven Dean Moore. V USA měl premiéru dne 13. března 2011 na stanici Fox Broadcasting Company a v Česku byl poprvé vysílán 25. srpna 2011 na stanici Prima Cool.

## Děj
Simpsonovi jsou na živém vystoupení Cheeche a Chonga, když Chong, rozrušený opakováním jejich vystoupení, začne improvizovat a nakonec opustí pódium. Homer je vyzván, aby zaujal Chongovo místo na pódiu, a zpaměti odříká jeho číslo. Cheech je ohromen a požádá Homera, aby se k němu připojil na zbytek turné pod názvem „Cheech a Chung“. Homer je rozčarován, když zjistí, že život Cheeche a Chonga se liší od jejich zhuleneckých postav. Mezitím Chong nahradil Cheeche Seymourem Skinnerem a vytvořil duo s názvem „Teech a Chong“, ale duo se ukáže jako neúspěšné. Homer nakonec Cheeche a Chonga přesvědčí, aby se znovu spojili. 
Mezitím Marge zjistí, že Kočičí dáma je sběratelkou harampádí. Ve snaze pomoci nechá Marge z jejího domu odstranit nepořádek. Po naložení auta na likvidaci odpadu však Marge začne odstraňovat předměty, které považuje za jedinečné a cenné, což nakonec způsobí, že se její vlastní domov stane nepořádkem. Aby Homer vyléčil Marginu novou posedlost, přivede zpět Kočičí dámu, jež se nakonec po zhlédnutí všech starých předmětů opět stane sběratelkou. 
V epilogu Bart, vydávající se za Puka, sdělí divákům, že se na seriál mohou podívat následující den na Hulu.com.

## Přijetí
V původním americkém vysílání vidělo Haluze nocí Svatojánských asi 5,448 milionu domácností a mezi dospělými ve věku 18 až 49 let získaly 2,5% hodnocení / 8% podíl, což znamená, že je vidělo 2,5 % všech lidí ve věku 18 až 49 let a 8 % všech lidí ve věku 18 až 49 let, kteří v době vysílání sledovali televizi. Tato epizoda klesla ve sledovanosti o 11 % oproti předchozímu dílu, čímž se stala nejhůře hodnocenou epizodou řady.
Díl získal obecně negativní hodnocení. Rowan Kaiser epizodě udělil hodnocení D se slovy: „Nemám ponětí, o co se Simpsonovi dnes večer snažili.“. Eric Hochberger epizodě udělil 2,5/5, a přestože se mu řada líbila, kritizoval použití hostujících hlasů. Rodičovská televizní rada označila Haluze nocí Svatojánských za nejhorší televizní pořad týdne v týdnu končícím 18. března 2011, a to kvůli jejímu tématu; jednalo se o první takto označený díl Simpsonových. Rada uvedla: „Simpsonovi se sice vysílají už 22 let, a i když se na seriál dívá spousta dospělých, nikdo nemůže popřít, že existuje i početné dětské publikum. Vzhledem k tomu, že Cheech je zobrazován jako upjatý, klackovitý chlapík, jemné protidrogové poselství seriálu se zcela vytrácí. Nakonec, střízlivý se stále rovná nudný.“.